# Campeonato da Oceania de Atletismo de 1998
O Campeonato da Oceania de Atletismo de 1998 foi a 4ª edição da competição organizada pela Associação de Atletismo da Oceania entre os dias 27 a 28 de agosto de 1998. Teve como sede o Estádio Desportivo Teufaiva, na cidade de Nuku'alofa, em Tonga, sendo disputadas 39 provas (21 masculino e 18 feminino). Teve como destaque a Nova Zelândia com 21 medalhas no total, 12 de ouro. 

## Medalhistas
Esses foram os resultados da competição. 

### Masculino
| Evento                      | Ouro                                                                 | Ouro     | Prata                           | Prata    | Bronze                          | Bronze   |
| --------------------------- | -------------------------------------------------------------------- | -------- | ------------------------------- | -------- | ------------------------------- | -------- |
| 100 metros                  | Peter Pulu · Papua-Nova Guiné                                        | 10.70    | Gene Pateman · Nova Zelândia    | 10.82    | Tuluta'u Koula · Tonga          | 10.84    |
| 200 metros                  | Peter Pulu · Papua-Nova Guiné                                        | 21.22w   | Gene Pateman · Nova Zelândia    | 21.32w   | Laurence Jack · Vanuatu         | 21.92w   |
| 400 metros                  | Jeffrey Bai · Papua-Nova Guiné                                       | 48.36    | Rusiate Matai · Fiji            | 50.26    | Mark Gunther · Austrália        | 51.06    |
| 800 metros                  | Mark Gunther · Austrália                                             | 1:56.58  | Sisari Vakasuka · Fiji          | 1:56.96  | Selwyn Kole · Ilhas Salomão     | 1:57.32  |
| 1 500 metros                | Peter Paul Enkae · Vanuatu                                           | 4:08.84  | Selwyn Kole · Ilhas Salomão     | 4:09.60  | David Kanie · Papua-Nova Guiné  | 4:11.02  |
| 5 000 metros                | David Kanie · Papua-Nova Guiné                                       | 15:43.30 | Peter Paul Enkae · Vanuatu      | 16:15.08 | Andrew Keane · Austrália        | 16:44.94 |
| 10 000 metros               | David Kanie · Papua-Nova Guiné                                       | 33:21.19 | Niteshwar Prasad · Fiji         | 38:32.50 |                                 |          |
| 10 km marcha atlética       | Dip Chand · Fiji                                                     | 54:41    | Pradeep Chand · Fiji            | 62:49    | Manohar Maharaj · Fiji          | 66:07    |
| 110 metros barreiras        | Ivan Wakit · Papua-Nova Guiné                                        | 15.10    | Taniela Lolohea · Tonga         | 15.12    | Sesi Salt · Tonga               | 16.42    |
| 400 metros barreiras        | Ivan Wakit · Papua-Nova Guiné                                        | 55.98    | Taniela Lolohea · Tonga         | 58.08    | Sesi Salt · Tonga               | 60.20    |
| 3.000 metros com obstáculos | Medley Laban · Papua-Nova Guiné                                      | 10:03.48 | Sisari Vakasuka · Fiji          | 10:56.82 | Niteshwar Prasad · Fiji         | 11:55.14 |
| 4×100 metros estafetas      | Papua-Nova Guiné · Allan Akia · Jeffrey Bai · Edwin Bai · Peter Pulu | 42.22    | Palau                           | 44.56    | Tonga                           | 44.64    |
| 4×400 metros estafetas      | Papua-Nova Guiné · Ivan Wakit · Jeffrey Bai · Peter Pulu · Edwin Bai | 3:22.84  | Austrália                       | 3:26.30  | Ilhas Salomão                   | 3:27.38  |
| Salto em altura             | Benetti Schwalger · Samoa                                            | 1.95     | Robert Elder · Fiji             | 1.95     | Damien Daly · Austrália         | 1.90     |
| Salto com vara              | Tokaikolo Latapu · Tonga                                             | 3.00     |                                 |          |                                 |          |
| Salto em comprimento        | Gene Pateman · Nova Zelândia                                         | 7.13     | Edward Bai · Papua-Nova Guiné   | 6.43     | Benetti Schwalger · Samoa       | 6.40     |
| Salto triplo                | Edward Bai · Papua-Nova Guiné                                        | 12.76    |                                 |          |                                 |          |
| Arremesso de peso           | Tristan Mave · Nova Zelândia                                         | 15.06    | Kevin Galea · Austrália         | 14.29    | Mitchel Alatalo · Austrália     | 13.91    |
| Lançamento de disco         | Tristan Mave · Nova Zelândia                                         | 46.58    | Charles Winchester · Ilhas Cook | 43.13    | Kevin Galea · Austrália         | 40.16    |
| Lançamento do martelo       | Brentt Jones · Ilha Norfolk                                          | 53.50    | Daniel Goulding · Austrália     | 52.18    | Charles Winchester · Ilhas Cook | 40.15    |
| Lançamento do dardo         | Andrew Ratawa · Fiji                                                 | 66.94    | Sean Betland · Austrália        | 60.00    | Joshua Kuruyawa · Fiji          | 57.06    |

### Feminino
| Evento                 | Ouro                                                                               | Ouro     | Prata                                                                        | Prata    | Bronze                               | Bronze   |
| ---------------------- | ---------------------------------------------------------------------------------- | -------- | ---------------------------------------------------------------------------- | -------- | ------------------------------------ | -------- |
| 100 metros             | Nicola Kidd · Nova Zelândia                                                        | 12.22    | Siulolo Liku · Tonga                                                         | 12.36    | Kelera Nacewa · Nova Zelândia        | 12.62    |
| 200 metros             | Anita Sutherland · Nova Zelândia                                                   | 23.74    | Marissa Stephen · Nova Zelândia                                              | 24.50    | Jennene Hansen · Austrália           | 25.26    |
| 400 metros             | Marissa Stephen · Nova Zelândia                                                    | 54.60    | Mary Estelle Kapalu · Vanuatu                                                | 55.06    | Jennene Hansen · Austrália           | 57.14    |
| 800 metros             | Salome Tabuatalei · Fiji                                                           | 2:21.44  | Mary Estelle Kapalu · Vanuatu                                                | 2:23.94  |                                      |          |
| 1 500 metros           | Salome Tabuatalei · Fiji                                                           | 4:50.52  | Rebecca Rider · Austrália                                                    | 4:53.88  | Rosemary Omundsen · Papua-Nova Guiné | 5:14.26  |
| 5 000 metros           | Rebecca Rider · Austrália                                                          | 18:06.84 | Salome Tabuatalei · Fiji                                                     | 18:56.78 | Rosemary Omundsen · Papua-Nova Guiné | 19:28.46 |
| 10 km marcha atlética  | Angela Keogh · Ilha Norfolk                                                        | 58:00    |                                                                              |          |                                      |          |
| 100 metros barreiras   | Nicola Kidd · Nova Zelândia                                                        | 14.36    | Siulolo Liku · Tonga                                                         | 14.46    | Anita Sutherland · Nova Zelândia     | 14.82    |
| 400 metros barreiras   | Nicola Kidd · Nova Zelândia                                                        | 58.80    | Mary Estelle Kapalu · Vanuatu                                                | 61.10    |                                      |          |
| 4×100 metros estafetas | Nova Zelândia · Marissa Stephen · Nicola Kidd · Anita Sutherland · Kelera Nacewa   | 47.02    | Papua-Nova Guiné · Alle Gagole · Della Marava · Angela Way · Monica Jonathan | 49.08    | Austrália                            | 49.08    |
| 4×400 metros estafetas | Nova Zelândia · Marissa Stephen · Nicola Kidd · Anita Sutherland · Kirsty Turnbull | 3:51.14  | Austrália                                                                    | 4:14.20  |                                      |          |
| Salto em altura        | Vicki Collins · Austrália                                                          | 1.70     | Angela Way · Papua-Nova Guiné                                                | 1.60     |                                      |          |
| Salto em comprimento   | Siulolo Liku · Tonga                                                               | 6.01     | Kelera Nacewa · Nova Zelândia                                                | 5.69     | Marica Likulawedua · Fiji            | 5.32     |
| Salto triplo           | Kelera Nacewa · Nova Zelândia                                                      | 12.48    | Sarah Sydney · Austrália                                                     | 12.10    | Angela Way · Papua-Nova Guiné        | 11.30    |
| Arremesso de peso      | Maria Disolokai · Fiji                                                             | 13.86    | Victoria Lowrie · Nova Zelândia                                              | 13.10    | Ana Niumataiwalu · Fiji              | 10.94    |
| Lançamento de disco    | Maria Disolokai · Fiji                                                             | 40.75    | Helen Wallis · Austrália                                                     | 40.50    | Belinda King · Nova Zelândia         | 39.76    |
| Lançamento do martelo  | Belinda King · Nova Zelândia                                                       | 49.60    | Michelle Phillips · Nova Zelândia                                            | 46.42    | Sharyn Tennent · Austrália           | 45.79    |
| Lançamento do dardo    | Tiffany Dudman · Austrália                                                         | 42.87    | Maria Disolokai · Fiji                                                       | 41.49    | Ariane Lusia Hema · Tonga            | 40.28    |

## Quadro de medalhas
| Ordem | País             | Medalha de ouro | Medalha de prata | Medalha de bronze | Total |
| ----- | ---------------- | --------------- | ---------------- | ----------------- | ----- |
| 1     | Nova Zelândia    | 12              | 6                | 3                 | 21    |
| 2     | Papua-Nova Guiné | 11              | 3                | 4                 | 18    |
| 3     | Fiji             | 6               | 8                | 5                 | 19    |
| 4     | Austrália        | 4               | 8                | 9                 | 21    |
| 5     | Tonga            | 2               | 4                | 5                 | 11    |
| 6     | Ilha Norfolk     | 2               | 0                | 0                 | 2     |
| 7     | Vanuatu          | 1               | 4                | 1                 | 6     |
| 8     | Samoa            | 1               | 0                | 1                 | 2     |
| 9     | Ilhas Salomão    | 0               | 1                | 2                 | 3     |
| 10    | Ilhas Cook       | 0               | 1                | 1                 | 2     |
| 11    | Palau            | 0               | 0                | 1                 | 1     |
| Total | Total            | 39              | 36               | 31                | 106   |

## Participantes (não oficial)
A participação de atletas de 15 países pode ser determinada a partir da publicação Estatísticas das Ilhas do Pacífico. 
| - Austrália - Ilhas Cook - Fiji - Kiribati - Estados Federados da Micronésia | - Nauru - Nova Zelândia - Ilha Norfolk - Palau - Papua-Nova Guiné | - Samoa - Ilhas Salomão - Polinésia Francesa - Tonga - Vanuatu |

Legenda
| Recorde mundial       | Recorde mundial (World record)               |                       | Recorde africano                      | Recorde africano (African) |                                           | Q | Classificado por posição (Qualified) |
| Recorde do campeonato | Recorde do campeonato (Championship record)  | Recorde da América    | Recorde da América (Americas)         | q                          | Classificado por melhor tempo (Qualified) |   |                                      |
| Melhor marca do ano   | Melhor marca do ano (World leading)          | Recorde asiático      | Recorde asiático (Asian)              | DNS                        | Não largou (Did not start)                |   |                                      |
| Recorde nacional      | Recorde nacional (National record)           | Recorde europeu       | Recorde europeu (European)            | DNF                        | Não terminou (Did not finish)             |   |                                      |
| Recorde pessoal       | Recorde pessoal do atleta (Personal best)    | Recorde da Oceania    | Recorde da Oceania (Oceania)          | DSQ / DQ                   | Desclassificado (Disqualified)            |   |                                      |
| Recorde da temporada  | Recorde da temporada do atleta (Season best) | Recorde sul-americano | Recorde sul-americano (South America) | NM                         | Sem marca (No mark)                       |   |                                      |